# Hermann von St. Pölten
Hermann von St. Pölten (* vor 1301; † nach 1320) war ein österreichischer Politiker und Bürgermeister Wiens.
Er wurde als Sohn des von 1283 bis 1301 urkundlich belegten Rudolf (I.) von St. Pölten geboren und war wahrscheinlich 1316 Vizebürgermeister und 1318 Bürgermeister von Wien. Danach wurde er 1319 Stadtrichter und 1320 Münzmeister der Stadt.